# Fachverkäufer im Lebensmittelhandwerk (Fleischerei)

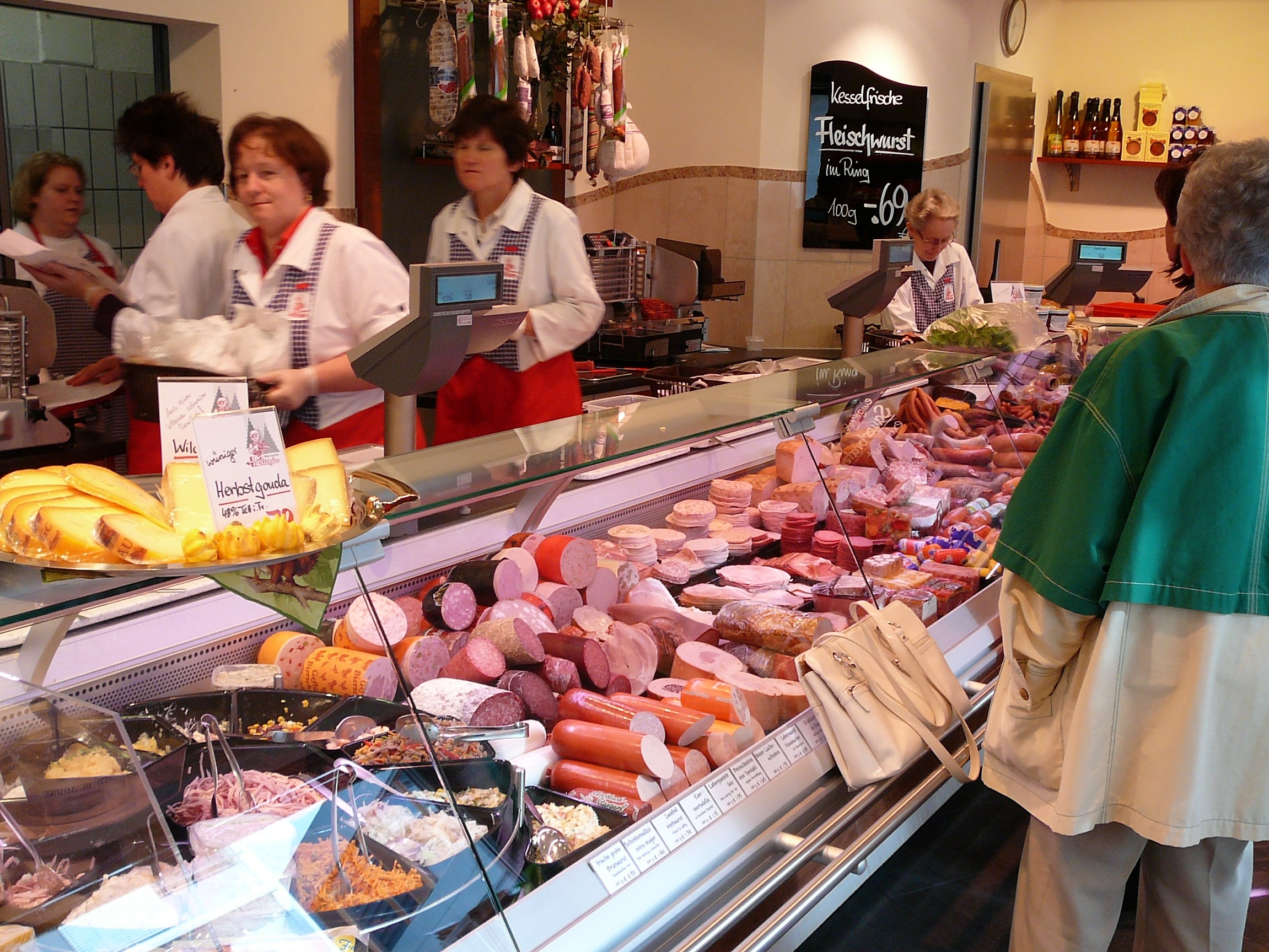
Verkäuferinnen in einem Fleischerladen

Fachverkäufer im Lebensmittelhandwerk mit dem Schwerpunkt Fleischerei, früher Fleischereifachverkäufer, ist eine Spezialisierung des dualen Ausbildungsberufes Fachverkäufer im Lebensmittelhandwerk im Fleischerhandwerk. Die Ausbildung, die kaufmännisch orientiert ist, findet in Berufsschulen und im Verkauf von Fleischereien statt.
Dort arbeiten auch die meisten der Berufsangehörigen. Daneben kommt auch die Arbeit in Geschäften des Einzelhandels sowie in der Gastronomie in Betracht.
Zu ihren Aufgaben gehören neben dem eigentlichen Verkauf auch die Beratung der Kunden und das Anrichten der Ware sowie alle anderen mit dem Verkauf verbundenen Tätigkeiten.